# Forêt de Très Crouts
La forêt de Très Crouts est une forêt de conifères et feuillus située dans le département français des Hautes-Pyrénées en région Occitanie. C'est une forêt domaniale qui appartient à l'Etat et à la commune de Saint-Pé-de-Bigorre.

## Géographie
Elle se trouve principalement sur la commune de Saint-Pé-de-Bigorre dans le massif du Granquet.
|                   | Gave de Pau Forêt de Mourle        | Forêt de Lourdes                                         |
| Vallée de l'Ouzom | forêt de Très Crouts               | Vallée de Batsurguère                                    |
|                   | Vallée du Bergons Estrèm de Salles | Réserve naturelle régionale du massif du Pibeste-Aoulhet |

## Hydrographie
La rivière Génie Longue qui est un affluent gauche du gave de Pau, prend sa source au sud de la forêt et la traverse du sud au nord en partie est. Elle est rejointe par son affluent la Génie Braque qui coule en partie ouest de la forêt.

## Toponymie
En bigourdan, très crouts signifie troix croix.

## Histoire
Les trois croix sont le témoignage de conflits pastoraux ancestraux entre Asson, Salles et Saint-Pé-de-Bigorre. En 1569, les protestants béarnais de la vallée d'Asson attaquent les Bigourdans de l'Estrèm de Salles, bataille qui est remportée par les Bigourdans.
Ces conflits étaient tellement importants qu'il fallait faire intervenir l'armée du Roi. Au lieu-dit "Tres Crouts" venaient converger les évêchés de Tarbes, Lescar et Oloron. Aujourd'hui, il en reste 3 croix gravées sur une roche et l’inscription 1716.

## Lieux remarquables
Le refuge d'Aoulhet.
Les grottes du Montagnou de la Pâle et de Castets.
Les gouffres du Hayau, de la Ménère, du Quéou, du Paybou, des Moustalhous, de Mailhoucost n° 6

## Protection environnementale
La forêt fait partie d'une zone naturelle protégée, classée ZNIEFF de type I : les « massifs calcaires de l'Estibète, du Granquet et du Pibeste, forêt de Très Crouts, vallée du Bergons et crêtes » (17 871 ha), couvrant 24 communes dont trois dans les Pyrénées-Atlantiques et 21 dans les Hautes-Pyrénées

## Galerie

Sélection de vues de la forêt.
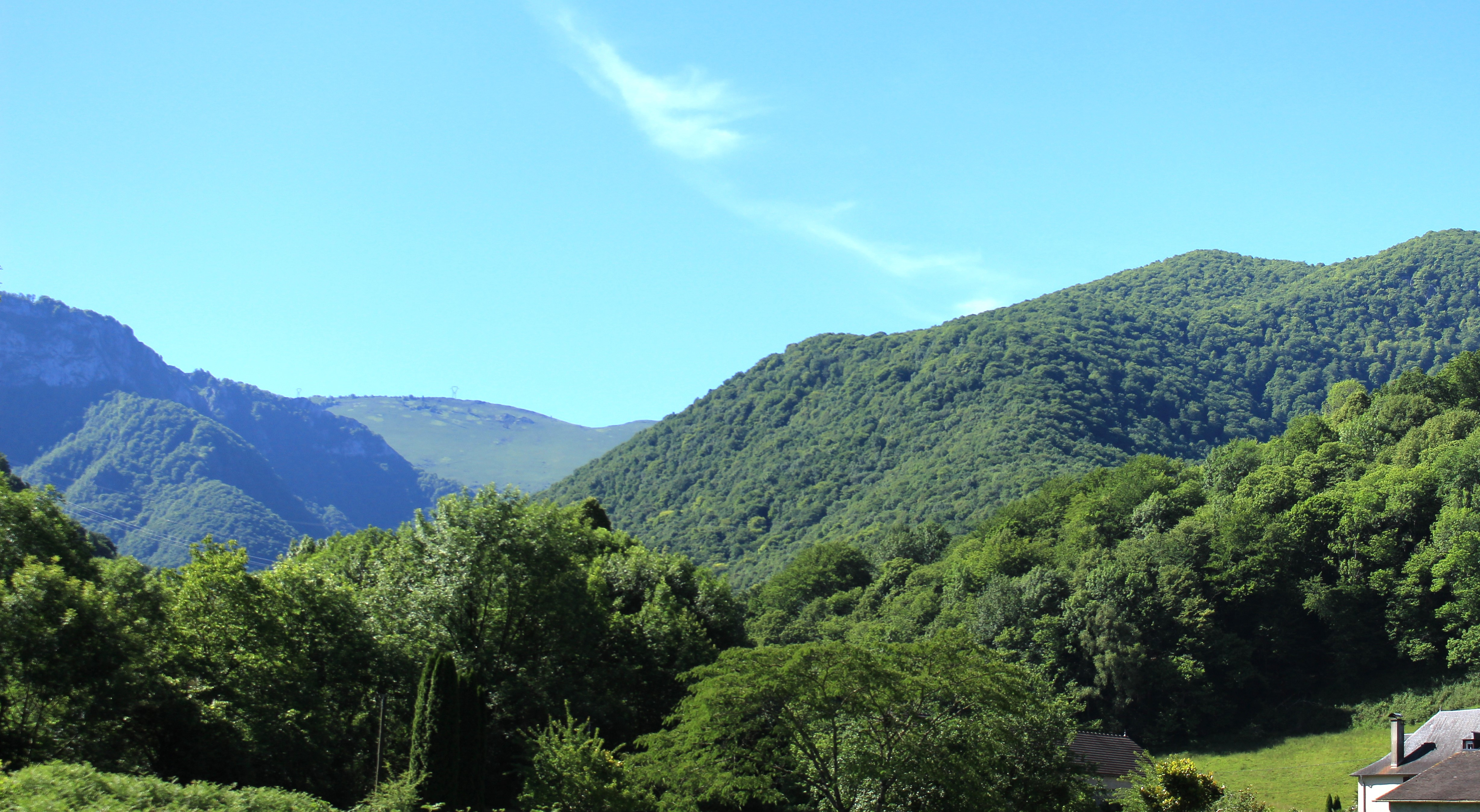
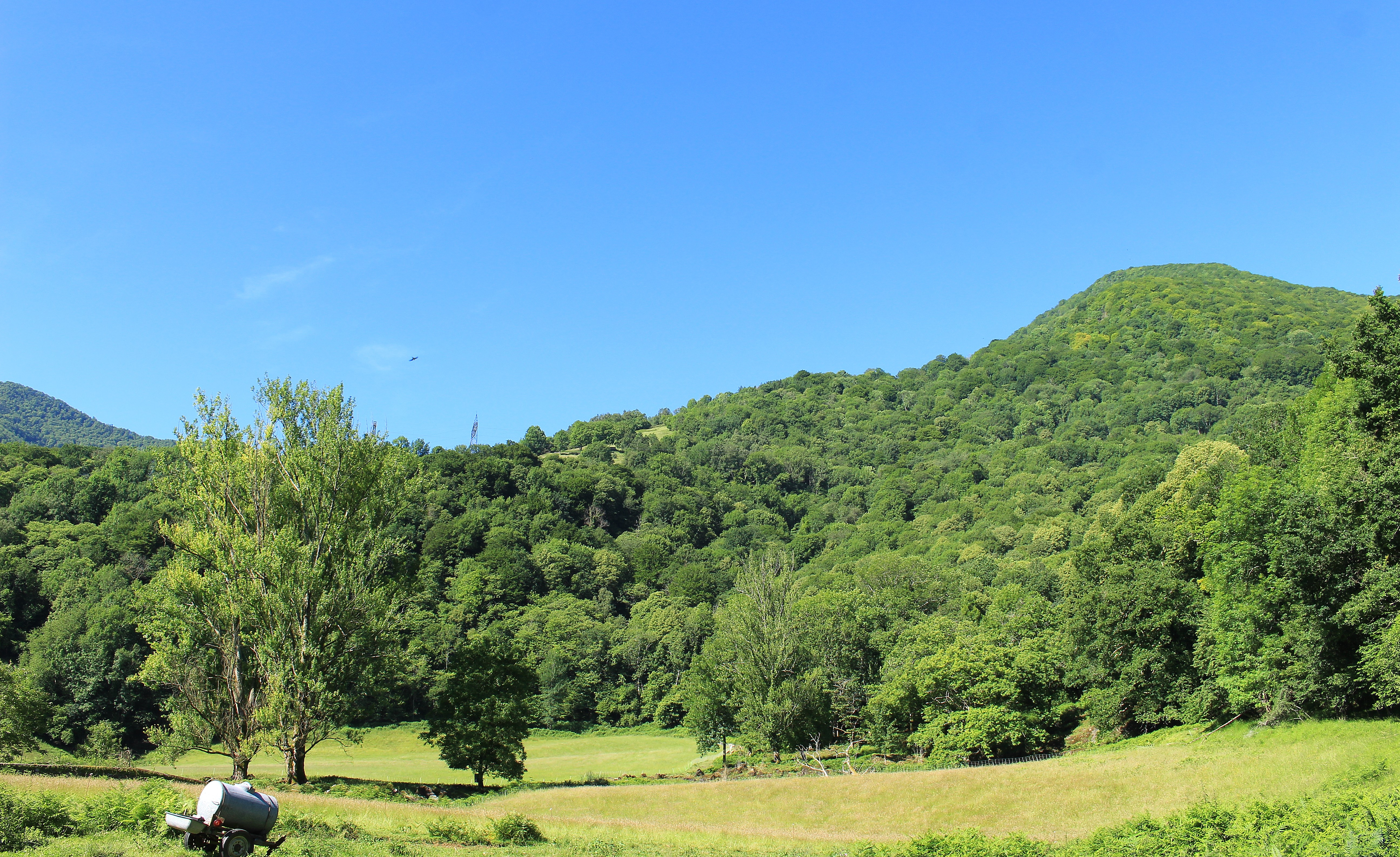